# Provinciale weg 616
De provinciale weg 616 (N616) is een provinciale weg in de provincie Noord-Brabant. De weg vormt een verbinding tussen Veghel en Gemert.
De weg is uitgevoerd als tweestrooks-gebiedsontsluitingsweg met buiten de bebouwde kom een maximumsnelheid van 80 km/h. In de bebouwde kom van Erp heeft de weg een opmerkelijk slingerend verloop. In de gemeente Meierijstad heet de weg Erpseweg, Veghelsedijk, Schansoord, Kerkstraat, Brugstraat, Molentiend, Heuvelberg en Gemertsedijk. In de gemeente Gemert-Bakel heet de weg Koksedijk, Pandelaar en Kruiseind.
De provincie Noord-Brabant is verantwoordelijk voor het beheer van de wegvakken buiten de bebouwde kom. De weggedeelten binnen de bebouwde kommen van Veghel en Erp worden beheerd door de gemeente Meierijstad, de gemeente Gemert-Bakel is verantwoordelijk voor het beheer van het wegvak binnen de bebouwde kom van Gemert.
N62 · N69 · N251 · N252 · N253 · N254 · N255 · N256/A256 · N257 · N258 · N260 · N261 · N262 · N263 · N264 · N266 · N267 · N268 · N269 · N270/A270 · N271 · N272 · N273 · N274 · N275 · N276 · N277 · N278 · N279 · N280 · N281 · N282 · N283 · N284 · N285 · N286 · N287 · N288 · N289 · N290 · N291 · N292 · N293 · N294 · N295 · N296 · N296n · N297 · N298 · N300 · N321 · N322 · N324 · N329 · N389 · N394 · N395 · N396 · N397

N556 · N562 · N564 · N570 · N572 · N590 · N595 · N598 · N601 · N602 · N605 · N607 · N612 · N613 · N615 · N616 · N617 · N618 · N620 · N622 · N625 · N629 · N631 · N632 · N637 · N638 · N639 · N640 · N641 · N651 · N652 · N653 · N654 · N655 · N656 · N658 · N659 · N660 · N661 · N662 · N663 · N664 · N665 · N666 · N667 · N668 · N669 · N670 · N671 · N673 · N674 · N675 · N676 · N682 · N683 · N686 · N689 · N690 · N831 · N843

Voormalige provinciale wegen: N299 · N551 · N552 · N553 · N554 · N555 · N560 · N561 · N563 · N565 · N566 · N567 · N568 · N571 · N574 · N580 · N581 · N582 · N583 · N584 · N585 · N586 · N587 · N588 · N589 · N591 · N592 · N593 · N594 · N596 · N597 · N603 · N604 · N606 · N608 · N610 · N611 · N614 · N619 · N621 · N623 · N624 · N626 · N628 · N630 · N634 · N642 · N657